# 卡拉尼什巨石阵

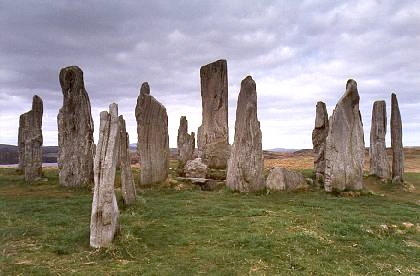

卡拉尼什巨石阵，坐落于苏格兰外赫布里底群岛刘易斯西海岸的卡拉尼什。该遗址建造于公元前2900至2600年，后来一座坟墓建于其中。该坟墓被毁坏后的碎片表明该地在前2000至1700年时被废弃。13块岩石构成直径13m的圆圈。石阵最早的文字记载是刘易斯人John Morisone在1680年记下的。